# 이하주
이하주(1995년 ~ )는 대한민국의 배우이다.

## 생애
1995년에 출생

## 학력
- 2014년 ~ 2018년 동아방송예술대학교 방송연예과 전문학사

## 출연

### 방송

#### 드라마
- 2017년 MBC 《역적 : 백성을 훔친 도적》
- 2019년 TV조선 《간택 - 여인들의 전쟁》
- 2020년 SBS 《굿캐스팅》
- 2020년 MBC 《시네마틱드라마 SF8》
- 2020년 TvN 《산후조리원》 - 오현진 역
- 2021년 TvN 《슬기로운 의사생활 2》
- 2021년 KBS 2TV 《연모》
- 2021년 유튜브 《토정로맨스》 (웹 드라마)
- 2022년 TvN 《유미의 세포들 2》
- 2022년 ENA 《이상한 변호사 우영우》
- 2022년 MBC 《금수저》
- 2023년 SBS 《모범택시 2》 - 간호사 역

#### 시트콤
- 2019년 유튜브 《오늘도 남현한 하루》 (웹 시트콤) - 안선녀 역

#### 예능
- 2019년 KBS 조이 《연애의 참견》

### 영화
- 2014년 《남자가 사랑할 때》
- 2019년 《기방도령》 - 물동이 처녀 역
- 2020년 《팡파레》 - 커플 역
- 2021년 《유체이탈자》 - 춘몽 와인 바 손님들 / 춘몽 룸 손님들 역
- 2022년 《뜨거운 피》 - 아미패거리 여자친구들 역
- 2022년 《외계+인 1부》 - 기생 역
- 2023년 《그녀가 죽었다》

### 광고
- 2018년 마리아나 관광청
- 2019년 LG전자 LG G8 ThinQ
- 2022년 일월 옥매트
- 2022년 펩시코 펩시 (중화인민공화국) (With 양미)
- 2022년 보람상조개발 보람상조 - 아버지 응원 편